# Wolfgang Schwarz
Wolfgang Schwarz (* 14. září 1947 Vídeň) je bývalý rakouský krasobruslař. V roce 1968 získal na olympijských hrách v Grenoblu zlatou medaili v mužském individuálním závodě. Jeho nejlepším výsledkem na světovém šampionátu byla dvě druhá místa (1966, 1967), také na mistrovství Evropy byl nejvýše druhý, a to hned třikrát (1966, 1967, 1968). Po roce 2000 vyplulo několik jeho kriminálních skandálů, v prosinci 2002 byl odsouzen za obchodování s lidmi k 18 měsícům vězení, byť trest mu byl odložen kvůli rakovině kůže. Soud mu prokázal, že přivezl pět žen z Ruska a Litvy do Rakouska, aby zde pracovaly jako prostitutky. V prosinci 2005 byl znovu souzen za obchod s lidmi, ale byl zproštěn viny. V srpnu 2006 byl odsouzen k osmi letům vězení za přípravu únosu rumunského nezletilého.